# La Cañada Flintridge
La Cañada Flintridge is een plaats (city) in de Amerikaanse staat Californië, en valt bestuurlijk gezien onder Los Angeles County.

## Demografie
Bij de volkstelling in 2000 werd het aantal inwoners vastgesteld op 20.318.
In 2006 is het aantal inwoners door het United States Census Bureau geschat op 20.989, een stijging van 671 (3,3%). In 2010 was het aantal inwoners teruggelopen tot 20.246.

## Geografie
Volgens het United States Census Bureau beslaat de plaats een oppervlakte van
22,4 km², geheel bestaande uit land.

## Plaatsen in de nabije omgeving
De onderstaande figuur toont nabijgelegen plaatsen in een straal van 16 km rond La Cañada Flintridge.

## Geboren in La Cañada
- Victor Fleming (1889-1949), filmregisseur